# Bellator 17
Bellator XVII foi um evento de MMA organizado pelo Bellator Fighting Championships ocorrido dia 6 de maio de 2010 em Citi Performig Arts Center: Wang Theatre em Boston, Massachusetts.  O evento foi ao ar na Fox Sports Net e suas afiliais regionais.